# تيسا جيمس
تيسا جيمس (بالإنجليزية: Tessa James)‏ (ولدت في 17 أبريل 1991) ممثلة أسترالية. قدمت لأول مرة دورها في دور آن باكستر في أوبرا الصابون جيران في عام 2006. لعب جيمس دور نيكول فرانكلين في ذهابا وإيابا من عام 2008 حتى عام 2011. كما ظهرت في فيلم بيكونسفيلد ومسلسل تلفزيوني لوف تشايلد.

## روابط خارجية
- تيسا جيمس على موقع IMDb (الإنجليزية)